# Margrethe Vestager
Margrethe Vestager (phát âm tiếng Đan Mạch: [makʁæːˀtə ˈvɛstæːˀɐ]; sinh ngày 13 tháng 4 năm 1968) là một chính trị gia người Đan Mạch làm Phó chủ tịch điều hành của Ủy ban châu Âu từ năm 2019. Trước đây bà từng là Ủy viên hội đồng châu Âu từ 2014 đến 2019.
Vestager là thành viên của Folketing từ ngày 20 tháng 11 năm 2001 đến ngày 2 tháng 9 năm 2014, đại diện cho Đảng Tự do Xã hội Đan Mạch (Radikale Venstre). Bà là lãnh đạo chính trị của đảng của mình từ năm 2007 đến 2014, và từng giữ chức Bộ trưởng Bộ Kinh tế và Nội vụ từ năm 2011 đến 2014. Cô được mô tả là "người chống tổ chức độc quyền mạnh nhất thế giới."

## Tiểu sử
Vestager sinh ra ở Glostrup, Zealand, con gái của các bộ trưởng Luther Hans Vestager và Bodil Tybjerg. Cô trúng tuyển vào trường trung học phổ thông Varde năm 1986. Cô học tại Đại học Copenhagen, tốt nghiệp năm 1993 với bằng kinh tế học. Vestager nói tiếng Đan Mạch, tiếng Anh và một ít tiếng Pháp.